# Liphistius tioman
Espèce
Liphistius tioman est une espèce d'araignées mésothèles de la famille des Liphistiidae.

## Distribution
Cette espèce est endémique de l'île Tioman au Pahang en Malaisie péninsulaire,.

## Description
Le mâle holotype mesure 10,3 mm et la femelle paratype 15,4 mm.

## Étymologie
Son nom d'espèce lui a été donné en référence au lieu de sa découverte, l'île Tioman.

## Publication originale
- Platnick & Sedgwick, 1984 : A revision of the spider genus Liphistius (Araneae, Mesothelae). American Museum Novitates, no 2781, p. 1-31 (texte intégral).